# Niedereggenen
Niedereggenen (auch Eckheim, Eggenhain, Eginheim oder Echinaim genannt) ist ein Teilort der Gemeinde Schliengen im Landkreis Lörrach in Baden-Württemberg.

## Geografie

### Lage
Die langgestreckte dörfliche Talsiedlung im Eggenertal erstreckt sich links und rechts des Hohlebachs.

### Nachbarorte
Im Westen und Süden grenzt Niedereggenen an den Schliengener Ortsteil Liel, im Süden auch an den Kanderener Ortsteil Feuerbach und im Osten an den Schliengener Ortsteil Obereggenen. Im Norden grenzt der Ort an den Schliengener Ortsteil Mauchen und den Müllheimer Ortsteil Feldberg (Gennenbach).

## Geschichte
Auf dem Hagschutz – einer Anhöhe bei Niedereggenen – wurden Spuren der Michelsberger Kultur gefunden, woraus auf die Existenz einer jungsteinzeitlichen Siedlung geschlossen wird. Das Südplateau der Anhöhe wird vom nördlichen Sporn durch einen Wall mit Graben abgeteilt, wobei Funktion und Datierung dieser Anlage noch ungeklärt sind. Eine Hypothese ist, dass hier eine keltische Fliehburg stand. Es wurde auch ein bronzezeitliches Grab in der Nähe des Dorfes gefunden.
Die erste bekannte urkundliche Erwähnung datiert vom 12. Juni 773 und findet sich im Lorscher Codex des Klosters Lorsch, das über Grundbesitz im Dorf verfügte. Es bleibt jedoch unklar, ob der dort genannte Ort Eckenheim sich auf Nieder- oder Obereggenen bezieht oder eine noch nicht aufgeteilte Siedlung. In einer Urkunde vom 27. Juni 820 wird eine Güterübertragung auf die Fürstabtei St. Gallen in Eichinaim bezeugt. In der um 1160 von einem Mönch des Klosters St. Blasien geschriebenen Chronik von Bürgeln wird dann auch zwischen inferius Ekkinheim und superius Ekkinheim unterschieden.
Im Hochmittelalter herrschten die Herren von Üsenberg über den Ort. Aus ihrem Wappen ist der Flügel in das heutige Ortswappen übernommen worden.
Auch das Kloster St. Blasien hatte im Mittelalter Grundbesitz in Niedereggenen. Von den Üsenbergern kamen durch Heirat Rechte in Niedereggenen an die Freiherren von Krenkingen.
Am 21. September 1341 schlichtet Graf Konrad von Freiburg einen Streit zwischen den Markgrafen Rudolf und Otto von Hachberg-Sausenberg einerseits und dem Freiherren Leutold von Krenkingen und dessen gleichnamigem Sohn andererseits. Beiden Parteien gehörte je die Hälfte der Ortschaften Brombach und Niedereggenen. Die Markgrafen durften Brombach behalten, während Niedereggenen an die von Krenkingen ging. Die Krenkinger verkauften das Dorf mit allen Rechten aber alsbald an einen Basler Bürger, Heinrich von Walpach, der sich dann 1346 mit den Markgrafen um die hohe Gerichtsbarkeit in Niedereggenen streitet. Am 22. Dezember 1346 verzichtete er jedoch auf seine Ansprüche, nachdem Markgraf Otto Zeugen für die Rechte der Markgrafen benannte. 1347 tritt Markgraf Rudolf in einer Urkunde auch als Kirchherr von Niedereggenen auf.
1380 wurde das Dorf an die Freiherren von Baden verpfändet, die im benachbarten Liel ansässig waren. Markgraf Wilhelm von Hachberg-Sausenberg erwarb 1430 zunächst von Mathias von Walpach das Recht dieses Pfand auszulösen und 1470 löste es der Markgraf Rudolf IV. es auch aus. Das Dorf ging dann mit der ganzen Markgrafschaft Hachberg-Sausenberg 1503 an die Markgrafschaft Baden, deren weiteres Schicksal es teilte.
Nach dem Ende des alten Reiches kam Niedereggenen 1803 zum Amt Schliengen und Oberamt Badenweiler im Kurfürstentum Baden und 1809 zum Bezirksamt Kandern bzw. 1819 Bezirksamt/Landkreis Müllheim des Großherzogtums Baden.

### In der Schlacht bei Schliengen
Die Schlacht bei Schliengen war eine Schlacht des Ersten Koalitionskrieges, in der sich die Armeen Österreichs unter Erzherzog Karl von Österreich und der französischen Republik unter General Jean Moreau gegenüberstanden. Sie fand am 24. Oktober 1796 im Markgräflerland zwischen Basel und Freiburg im Breisgau statt. Das Kampffeld erstreckte sich auf Schliengen (mit seinen heutigen Ortsteilen Mauchen, Liel, Obereggenen, Niedereggenen), Steinenstadt, Sitzenkirch und Kandern.
Bei Liel und im Eggener Tal war eine österreichische Kolonne unter General Maximilian Baillet von Latour aufgestellt. Das Corps von Latour nahm Ober- und Niedereggenen ein und beschränkte sich dann auf Scheingefechte, da es seine eigene Artillerie in dem vom Regen aufgeweichten Gelände nicht nachführen kann.

### Das Kanonental von 1849

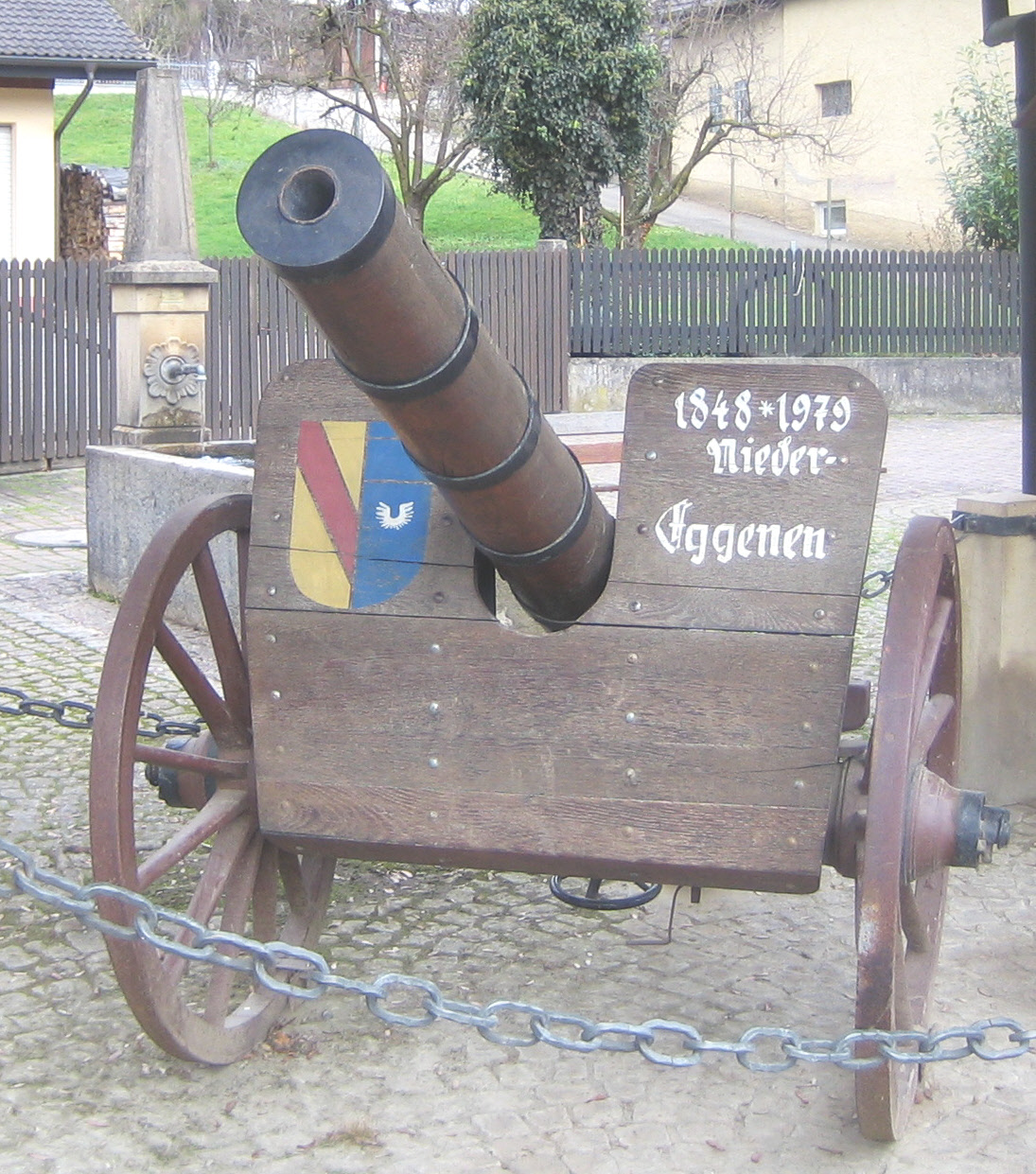
Nachbau der hölzernen Kanone in Niedereggenen.

Das Eggenertal nahm in der badischen Revolution mehrheitlich eine konterrevolutionäre Haltung ein. Man verweigerte den Zuzug zu den von der provisorischen Regierung aufgestellten Volkswehren, weshalb am 14. und 27. Juni 1849 aus Freiburg Exekutionsmannschaften nach Niedereggenen gesandt wurden. Neben dem Zuzug zur Volkswehr wurden dabei auch Strafzahlungen durchgesetzt. Im Eggenertal kam es dabei zu keiner militärischen Konfrontation, aber gewaltsame Abwehraktionen wurden diskutiert. In diesem Zusammenhang wurde aus einem Brunnenholzrohr, das mit Metallringen verstärkt wurde, eine Kanone gebaut. Glücklicherweise zersprang diese Kanone bei einem Testschuss ohne jemand zu verletzen. Verletzt wurde lediglich der lokale Stolz, da der Vorfall den Stoff für Spottverse, das sogenannte Kanonenlied lieferte und dem Eggenertal den Spitznamen Kanonental einbrachte.

### Eingemeindung
Am 1. Januar 1973 wurde Niedereggenen nach Schliengen eingemeindet.

## Religion
Niedereggenen gehörte zur Markgrafschaft Baden-Durlach als dort 1556 die Reformation eingeführt wurde und ist – wie Obereggenen – noch immer überwiegend evangelisch, während Schliengen selbst und die anderen Ortsteile wegen ihrer jeweiligen Ortsherren katholisch geblieben sind.

## Kultur und Sehenswürdigkeiten

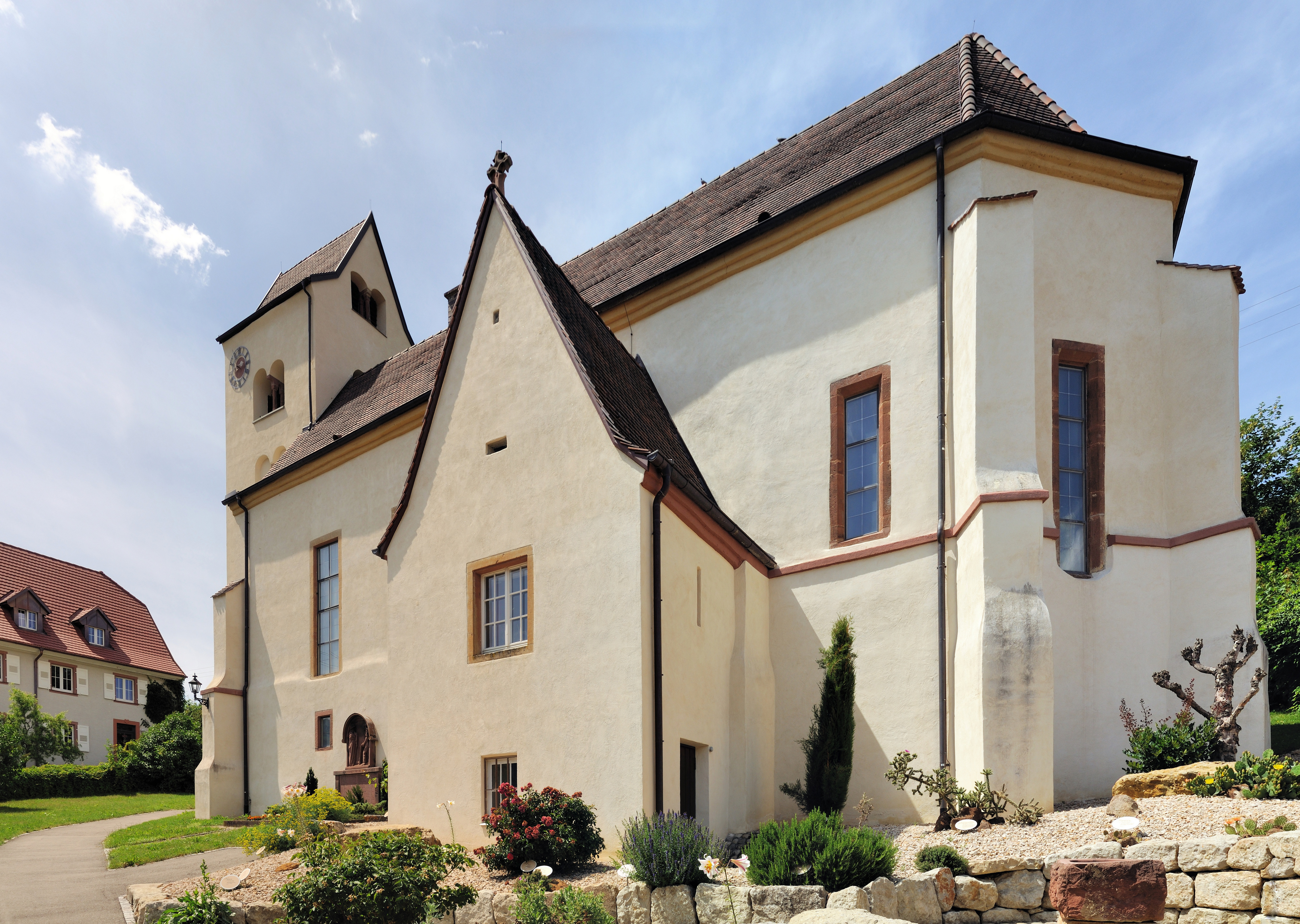
Evangelische Kirche Niedereggenen

Die unter Denkmalschutz stehende Kirche ist im Chor und Langhaus mit wertvollen Fresken aus dem 15. Jahrhundert geschmückt.
An der Durchgangsstraße fällt ein Staffelgiebelhaus auf, das bereits bei der Erfassung der Kunstdenkmäler des Großherzogtums Baden Beachtung fand.

## Vereine
Niedereggenen hat zusammen mit Liel einen Sportverein. Überdies gibt es den Sportschützenverein, den Frauenverein und eine Abteilung der Freiwilligen Feuerwehr Schliengen.
Auf der kulturellen Seite ist der Männerchor Eggenertal tätig. Dieser ging aus den beiden Vereinen Männerchor Niedereggenen und Männerchor Obereggenen hervor. Die beiden Vereine fusionierten am 1. April 2005.

## Politik
Die Ortschaftsverfassung ist seit 1973/74 eingeführt. Es gibt eine Ortsverwaltung mit Ortsvorsteher und sechs Ortschaftsräten. Im Zuge der Gemeindereform in den Jahren 1973/74 wurde durch die Hauptsatzung für den Gemeinderat die unechte Teilortswahl eingeführt. Niedereggenen hat im Gemeinderat von Schliengen 2 Sitze.

## Öffentliche Einrichtungen
Der Ort hat einen eigenen Kindergarten und eine Grundschule.

## Wirtschaft

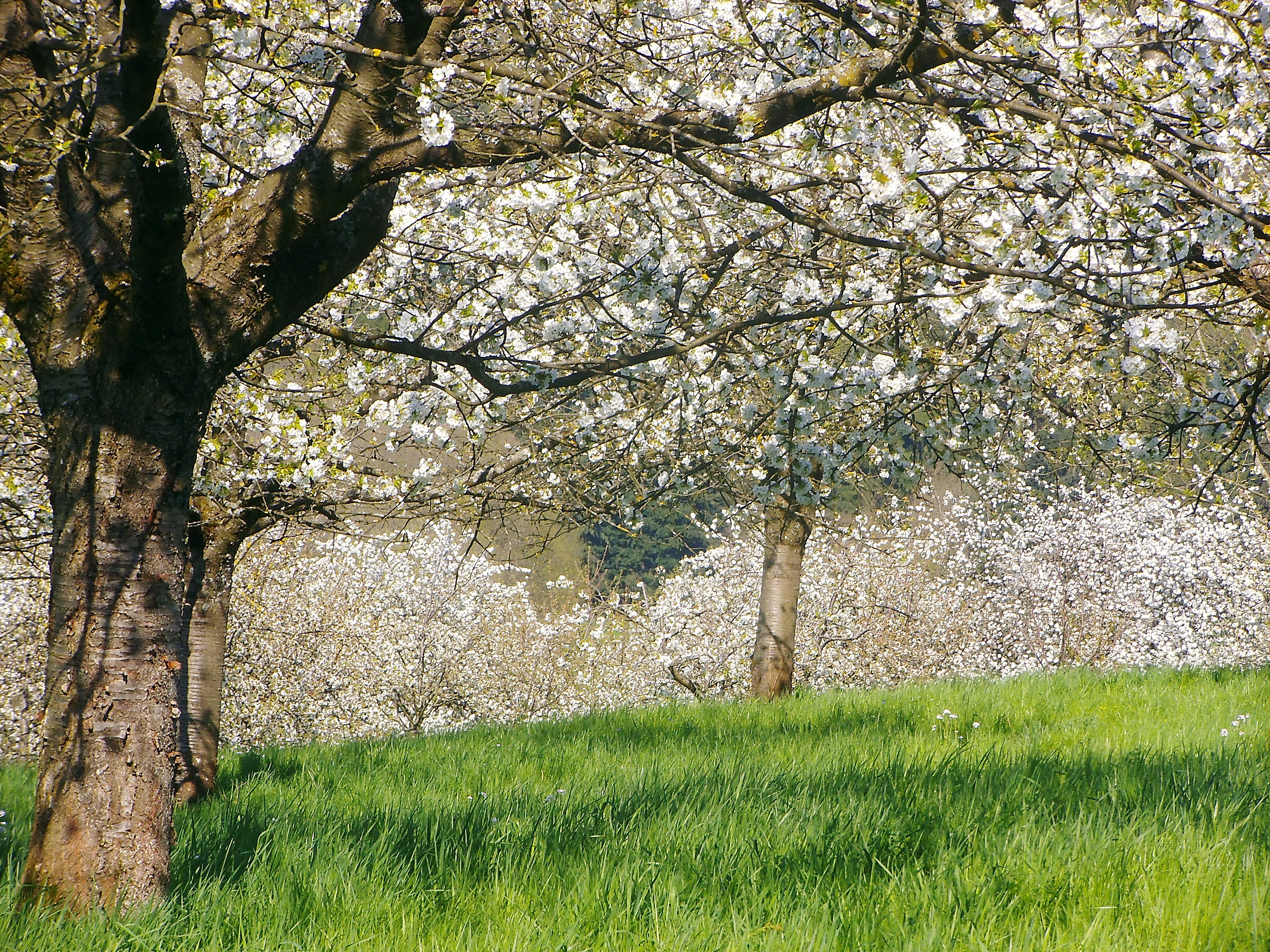
Kirschblüte im Eggenertal

Das Eggenertal ist bekannt für seinen Obstbau, wobei insbesondere Kirschen angebaut werden. Während der Kirschblüte ist das Tal ein Anziehungspunkt für viele Wanderer. Reben wurden schon in der Urkunde von 773 erwähnt.

## Persönlichkeiten
- Rudolf Wielandt (1875–1948) war 1909 bis 1914 Pfarrer in Niedereggenen und verfasste eine Ortsgeschichte. Er ist der Vater von Helmut Wielandt.
- Karl Theophil Dick (* 26. April 1884 in Niedereggenen; † 1. Februar 1967 in Basel) war ein deutsch-schweizerischer Maler, Zeichner und Lithograph.
- Helmut Wielandt (* 19. Dezember 1910 in Niedereggenen; † 14. Februar 2001 in Schliersee) war ein deutscher Mathematiker.